# Piszczane (rejon starobielski)
Piszczane (ukr. Піщане) – wieś na Ukrainie, w obwodzie ługańskim, w rejonie starobielskim, w hromadzie Czmyriwka. W 2001 liczyła 1896 mieszkańców, spośród których 1589 wskazało jako ojczysty język ukraiński, 291 rosyjski, 3 białoruski, 1 ormiański, 9 romski, a 3 inny.